# Provincia La Pampa

Localizarea provinciei în Argentina

Provincia La Pampa (spaniolă Provincia de La Pampa) este una dintre provinciile Argentinei, localizată în partea centrală a statului. Capitala provinciei este orașul Santa Rosa.